# Heilig Hartbeeld (Sint Odiliënberg, Kerkplein)
Het Heilig Hartbeeld is een standbeeld in de Nederlandse plaats Sint Odiliënberg, in de provincie Limburg.

## Achtergrond
Vanaf de 19e eeuw zetten diverse pastoors van de kerk van de H.H. Wiro, Plechelmus en Otgerus in Sint Odiliënberg zich in voor de Heilig Hartverering. Pastoor W.J.H. Ruyten kondigde in 1918 aan dat er zou worden gecollecteerd voor de oprichting van een Heilig Hartbeeld. Onder zijn opvolger Th.W.H. Backhuys vond een jaar later een vergadering plaats over de plek van het beeld, waarvoor elk gezin een afgevaardigde mocht sturen. Gekozen werd voor de Markt, waar het beeld op 13 juni 1920 werd ingezegend. Gelet op het bolsegment met golfjes waarop Christus staat, is het beeld waarschijnlijk gemaakt in het Atelier Thissen in Roermond.
Vanwege de toename van het verkeer en de bouw van een nieuw gemeentehuis werd het beeld later verplaatst naar het Kerkplein. 
Op de nabijgelegen begraafplaats staat een Heilig Hartbeeld op het graf van de familie Slangen.

## Beschrijving
Het vrijwel symmetrische beeld toont een blootsvoetse Christusfiguur ten voeten uit, staande op een halve bol. Hij is gekleed in een lang gewaad en omhangen met een mantel. Hij houdt zijn handen uitnodigend gespreid en toont in de palmen de stigmata. Op zijn borst is te midden van een stralenkrans het vlammende Heilig Hart zichtbaar, omwonden door een doornenkroon en bekroond met een klein kruis.

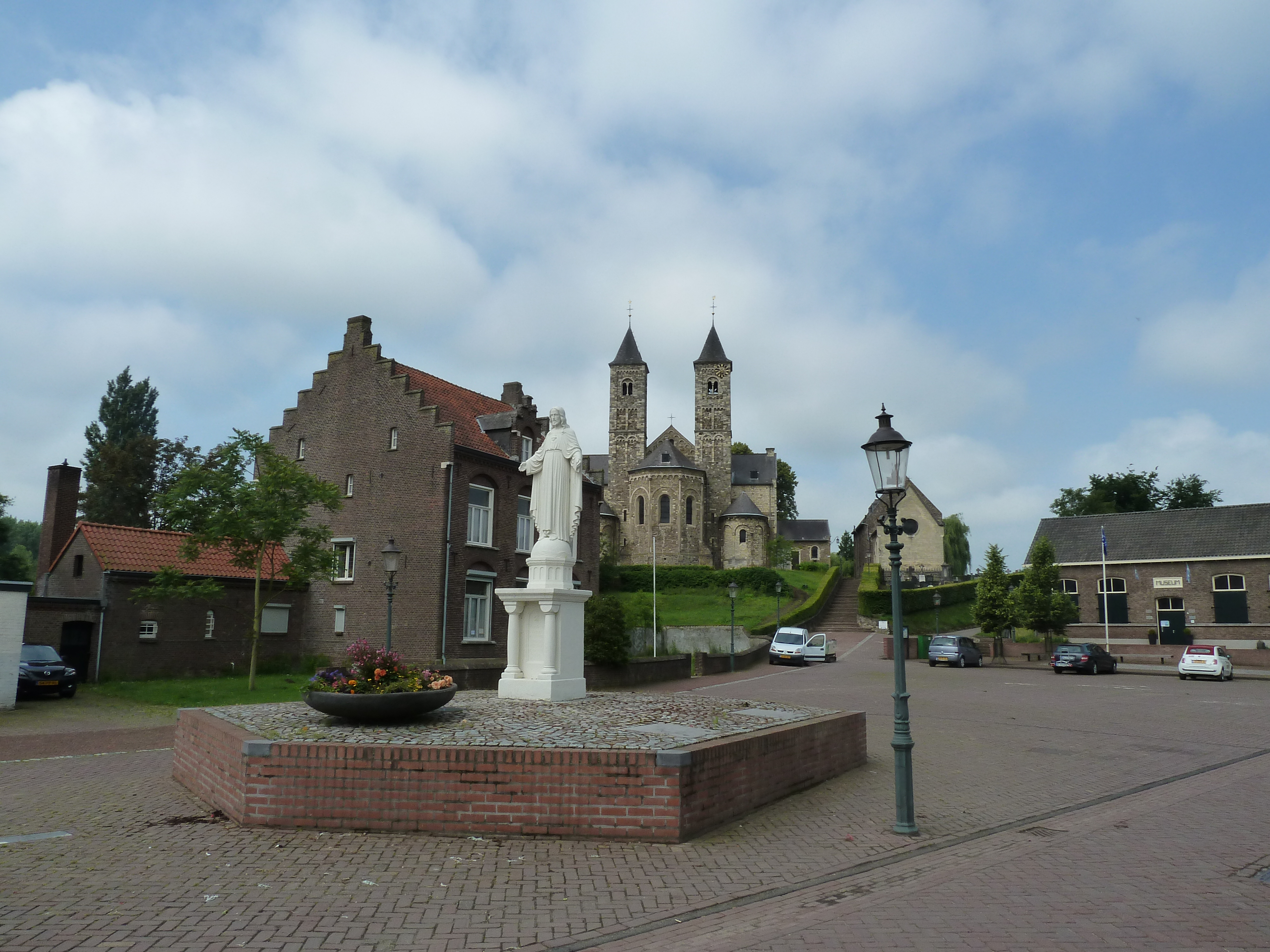
Het Hartbeeld op het plein

Het beeld staat op een sokkel met aan de voorzijde twee zuiltjes en een Latijnse inscriptie 

COR JESU REX ET CENTRUM OMNIUM CORDIUM MISERERE NOBIS

Het geheel is op een gemetselde verhoging geplaatst.